# مؤسسة أليسيا باترسون
تأسس برنامج مؤسسة أليسيا باترسون (APF) في عام 1965 تخليدًا لذكرى أليسيا باترسون، التي كانت رئيسة تحرير صحيفة نيوزداي Newsday منذ ما يقرب من 23 سنة قبل وفاتها في عام 1963.

## منح المؤسسة
تقدم المؤسسة منحًا تنافسية لمدة عام واحد للصحفيين العاملين لمتابعة مشاريع مستقلة ذات أهمية كبيرة وكتابة مقالات تستند إلى تحقيقاتهم في مجلة أليسيا باترسون ريبورتر The APF Reporter، وهي مجلة فصلية تنشرها المؤسسة.
يتم اختيار الفائزين من خلال مسابقة سنوية. تفتح المسابقة في شهر يونيو، ويجب أن يتم ختم جميع المشاركات في موعد أقصاه 1 أكتوبر. يتم قبول الطلبات من مواطني الولايات المتحدة الذين عملوا سايقًا في الصحافة المطبعية وخمس سنوات على الأقل من الخبرة المهنية.
في كل عام، ينعقد فريق من الحُكّام في فصل الخريف لمقابلة زملاء مؤسسة أليسيا باترسون APF واختيارهم. تقدم المؤسسة راتبًا قدره 35000 دولار لكل زميل فائز بالمنحة.

## روابط خارجية
- الموقع الرسمي